# Третьефонтен
Третьефонте́н (фр. Traitiéfontaine) — коммуна во Франции, находится в регионе Франш-Конте. Департамент — Верхняя Сона. Входит в состав кантона Рьоз. Округ коммуны — Везуль.
Код INSEE коммуны — 70503.

## География
Коммуна расположена приблизительно в 320 км к юго-востоку от Парижа, в 20 км севернее Безансона, в 24 км к югу от Везуля.

## Население
Население коммуны на 2010 год составляло 154 человека.
| 1962 | 1968 | 1975 | 1982 | 1990 | 1999 | 2010 |
| ---- | ---- | ---- | ---- | ---- | ---- | ---- |
| 85   | 82   | 64   | 69   | 94   | 111  | 154  |

## Администрация
| Период | Период | Фамилия      | Партия | Примечания |
| ------ | ------ | ------------ | ------ | ---------- |
| 2001   | 2008   | Дени Гуай    |        |            |
| 2008   | 2014   | Мишель Барде |        |            |

## Экономика

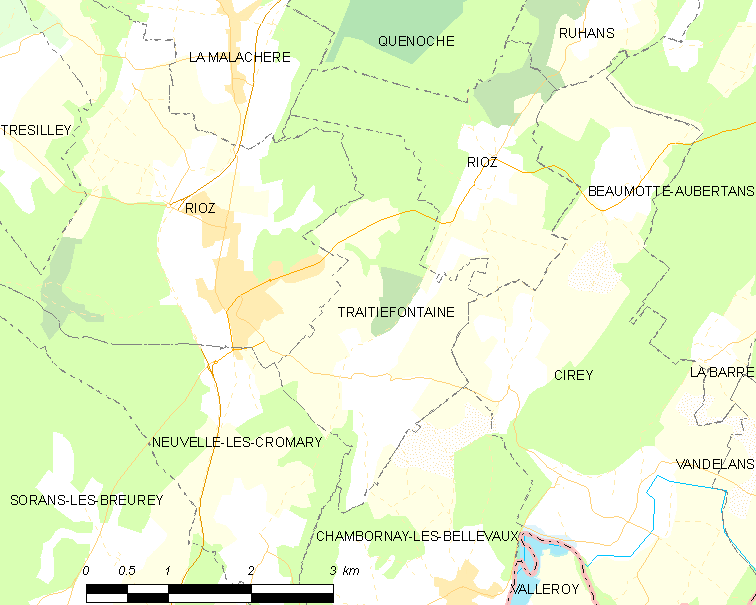
Карта коммуны

В 2010 году среди 98 человек трудоспособного возраста (15—64 лет) 85 были экономически активными, 13 — неактивными (показатель активности — 86,7 %, в 1999 году было 75,8 %). Из 85 активных жителей работали 83 человека (43 мужчины и 40 женщин), безработных было 2 (1 мужчина и 1 женщина). Среди 13 неактивных 6 человек были учениками или студентами, 5 — пенсионерами, 2 были неактивными по другим причинам.